# Nagybereznai járás
A Nagybereznai járás (ukránul: Великоберезнянський район) egykori közigazgatási egység Ukrajna Kárpátontúli területén 1946–2020 között. Kárpátalja északnyugati sarkában helyezkedett el; keletről a Volóci, délről a Perecsenyi járással, nyugatról Szlovákiával, északról Lengyelországgal, északkeletről pedig a Lvivi területtel volt határos.
Jelenlegi formájában 1953-ban szervezték meg, de része volt a történelmi Magyarország közigazgatási beosztásának is Ung vármegye egyik járásaként, majd a két világháború közötti időszakban Csehszlovákiában is tovább létezett, majd 1939 és 1944 között ismét Magyarországhoz, ekkor az Ungi közigazgatási kirendeltséghez tartozott. Tulajdonképpen csak az 1940-es évek végétől 1953-ig szűnt meg átmenetileg, amikor a Szovjetunióban nagy méretű járásokat hoztak létre.
A 2020. júliusi ukrajnai közigazgatási reform során megszüntették.

## Történelem

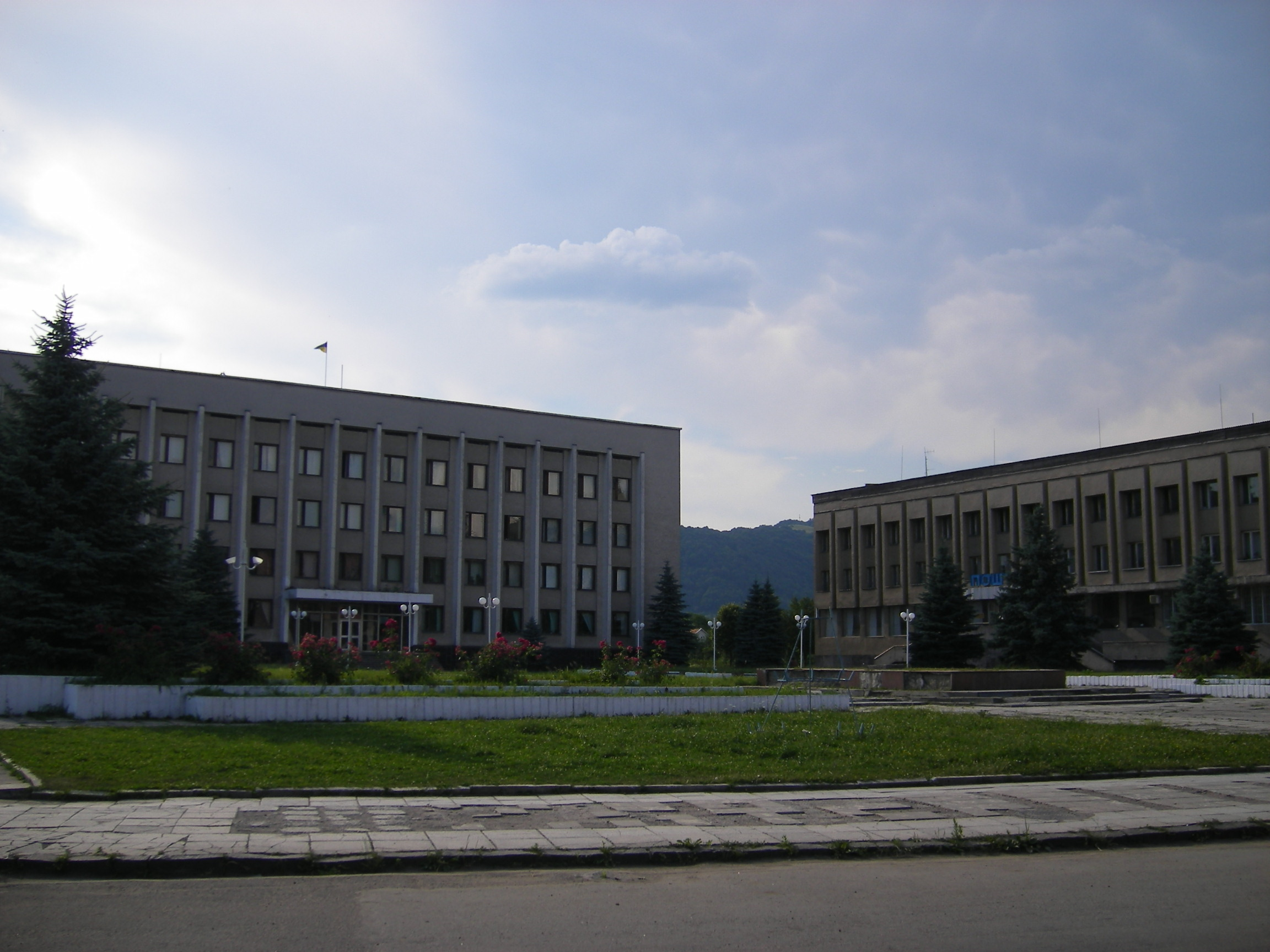
A járási közigazgatási hivatal és a járási tanács épülete Nagybereznán

A környék a magashegyek miatti zord időjárás miatt sokszor sokáig lakatlan területnek számított. Nagyberezna környékének legkorábbi leletei a vaskorból valók.
Az első írásos említés a környékről 1409-ból való. 1427-ben már az ungvári Drugeth család birtokához tartozott, majd 1691-ben Bercsényiékhez került a terület. A környék kultúráját tekintve inkább a lengyelországi galíciai területek hagyományait követte ebben az időben, vallása ortodox, majd görögkatolikus volt.
A 18. század végétől fokozatosan erősödik a szlovák hatás a térségben. 1894-ben épült a járást délnyugat–északkeleti irányban átszelő Csap–Ungvár–Szambir–Lviv-vasútvonal, amely Ungvár és Lviv között teremtett kapcsolatot.
A terület 1920-tól Csehszlovákia része lett, 1940-ben Magyarország szállta meg, majd többször harcok színhelye volt. 1945-ben végül a Szovjetunióhoz kerül, majd 1991-től a független Ukrajna részeként működik tovább a terület.

## Gazdaság
A Nagybereznai járás legnagyobb bevétele mára elsősorban a turizmusból származik. A környék egyike Ukrajna azon vidékeinek, ahol az idegenforgalom tényleg magas színvonalon működik. A vidék másik fontos megélhetési forrása az erdőgazdálkodás és az ásványvíz felhasználás.

## Népesség
A járás ritkán lakott, lakossága elsősorban ruszin (ukrán) (93%) nemzetiségű. Őket számban a romák (3%) és a szlovákok (1%) követik. Az itt élők nagy része a Szovjetunió elnyomása ellenére megtartotta görögkatolikus vallását.

| 2019 | 26 258 |

A népesség anyanyelv szerinti megoszlása a teljes népesség %-ában (2001)

## Települések
(Zárójelben az ukrán név szerepel.)

### Városi jellegű települések
- Nagyberezna (Великий Березний)

### Községi tanácsok
- Csontos (Кострино)
- Eszterág (Стричава)
- Felsőpásztély (Розтоцька Пастіль)
- Fenyvesvölgy (Ставне)
- Hajasd (Волосянка)
- Határhegy (Загорб)
- Határszög (Верховина-Бистра)
- Havasköz (Люта)
- Kiesvölgy (Лубня)
- Kisberezna (Малий Березний)
- Patakófalu (Стужиця)
- Révhely (Забрідь)
- Sóhát (Чорноголова)
- Sóslak (Сіль)
- Szemerekő (Смереково)
- Tiha (Тихий)
- Ungbükkös (Буківцьово)
- Uzsok (Ужок)
- Viharos (Вишка)